# 圆镜蛤
是帘蛤目帘蛤科Dosinella属的一种。主要分布于中国大陆、台湾，常栖息在潮下带26－93米的软泥或沙泥底。